# اچ‌ام‌اس داناوان (۱۹۱۸)
اچ‌ام‌اس داناوان (۱۹۱۸) (به انگلیسی: HMS Donovan (1918)) یک کشتی بود که طول آن ۲۵۸ فوت (۷۹ متر) بود. این کشتی در سال ۱۹۱۸ ساخته شد.